# Relations entre le Koweït et le Qatar
Les relations entre le Koweït et le Qatar se réfèrent aux relations bilatérales entre le Koweït et le Qatar. Les deux États ont une ambassade dans la capitale respective de l'autre,.

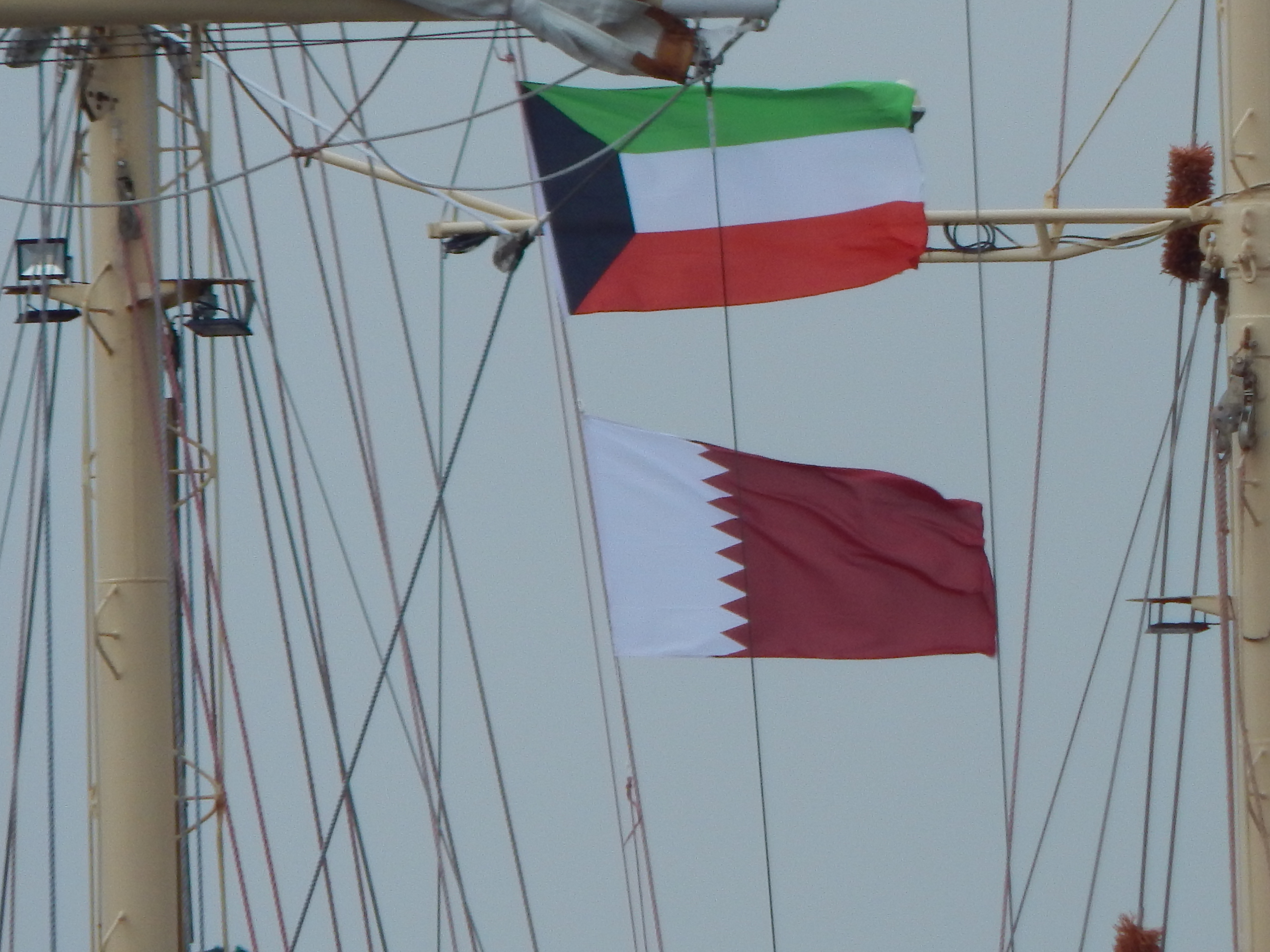
Drapeaux du Qatar et du Koweït.

## Histoire
En 1990, au début de la guerre du Golfe, le Qatar fait partie des pays arabes à condamner l'occupation du Koweït par l'Irak. Il s'engage également à apporter un soutien militaire au Koweït. Des soldats qataris participent à la bataille de Khafji, le premier affrontement terrestre majeur de la guerre du Golfe.
L'émir Sabah al-Ahmad al-Jaber al-Sabah est reconnu comme principal médiateur de la crise diplomatique du Qatar de 2017. La neutralité du Koweït et ses bonnes relations avec les deux parties expliquent en grande partie son rôle de médiateur.
En 2020, le Qatar et le Koweït signent un contrat de vente et d'achat d'une durée de 15 ans pour la fourniture de jusqu'à 3 millions de tonnes de gaz naturel liquéfié par an au Koweït.
Le 20 février 2024, le cheikh Tamim ben Hamad Al Thani et Mechaal al-Ahmad al-Jaber al-Sabah se rencontrent à Doha pour la première fois depuis que ce dernier est devenu l'émir du Koweït en décembre 2023. Ils abordent les relations bilatérales, la prochaine réunion du Conseil de coopération du Golfe au Qatar, ainsi que la crise humanitaire à Gaza,.